# Franz Czerweny von Arland
Franz Czerweny von Arland (* 26. März 1848 in Trautenau; † 13. April 1921 in Deutschlandsberg) war ein österreichischer Industrieller und Unternehmer. Er spielte eine Schlüsselrolle bei der Fusion aller bedeutenden Zündwarenfabriken der Monarchie zur SOLO-Zündwaren- und Wichsefabriken AG im Jahr 1903.

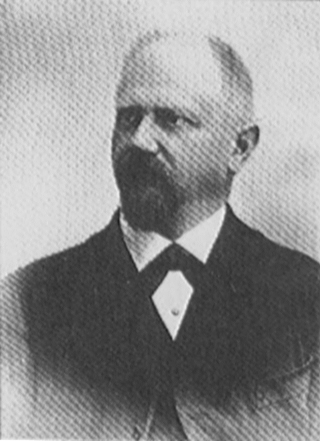
Franz Czerweny um 1900

## Biografie

### Kindheit und Ausbildung
Franz Czerweny von Arland, Sohn des Uhrmachers Anton Czerweny und seiner Gattin Magdalena geb. Hürbe, war das jüngste von neun Kindern. Obwohl der Vater ein angesehenes Geschäft besaß, wuchs der Junge in bescheidenen Verhältnissen auf.

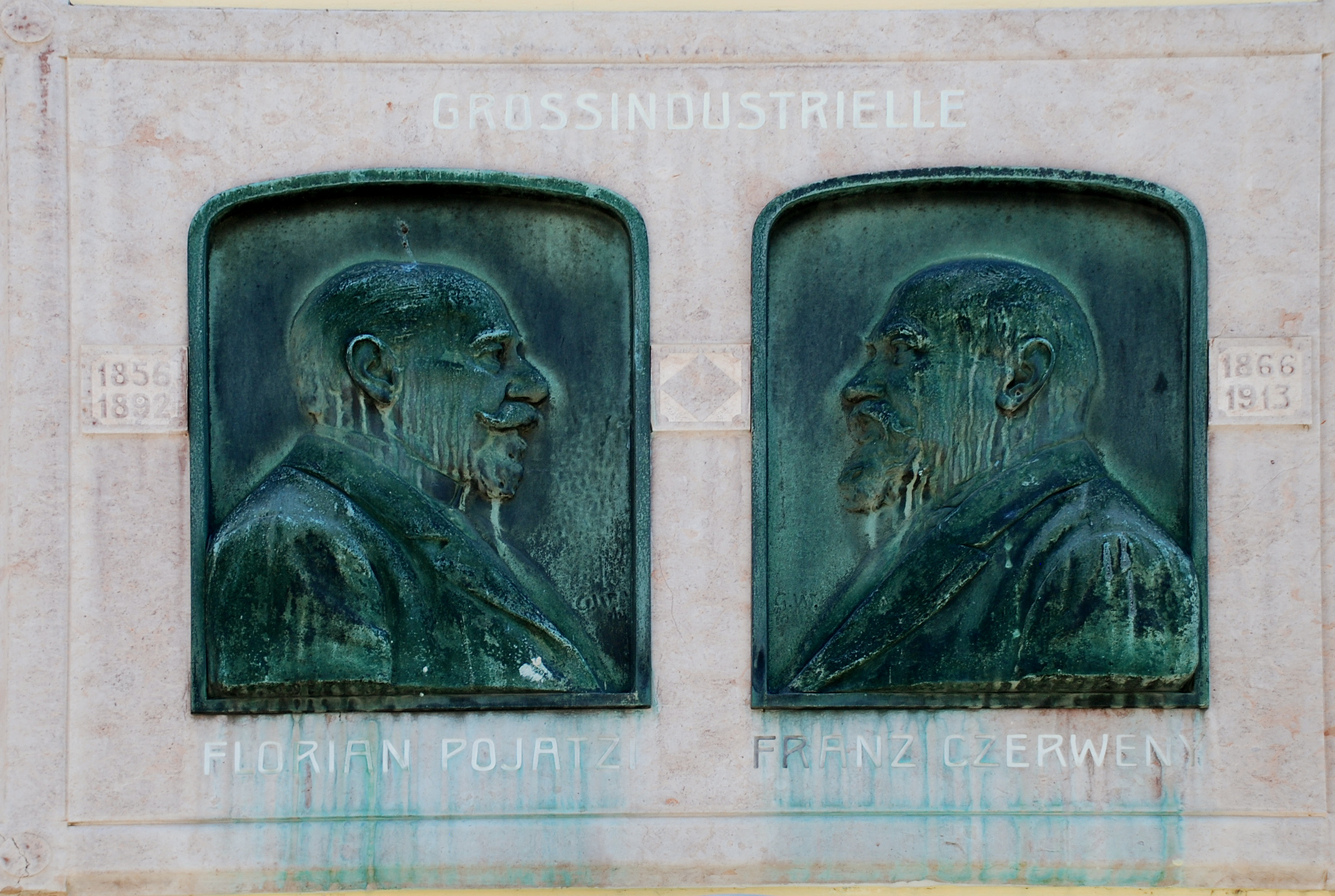
Franz Czerweny (re) mit Florian Pojatzi

Im Alter von 12 Jahren musste Czerweny  das Elternhaus verlassen, um bei seinem in Arnau lebenden Onkel in die Kaufmannslehre zu gehen. Nach dreijähriger Lehrzeit wechselte er auf Initiative seines Bruders Moritz auf die Patzelt’sche Handelsschule in Wien, wo er seine Ausbildung vervollständigte. Anschließend machte er seine ersten Erfahrungen als praktischer Kaufmann bei dem Materialwarenhändler und Drogisten Weinwurm in Wien.

### Beruflicher Werdegang

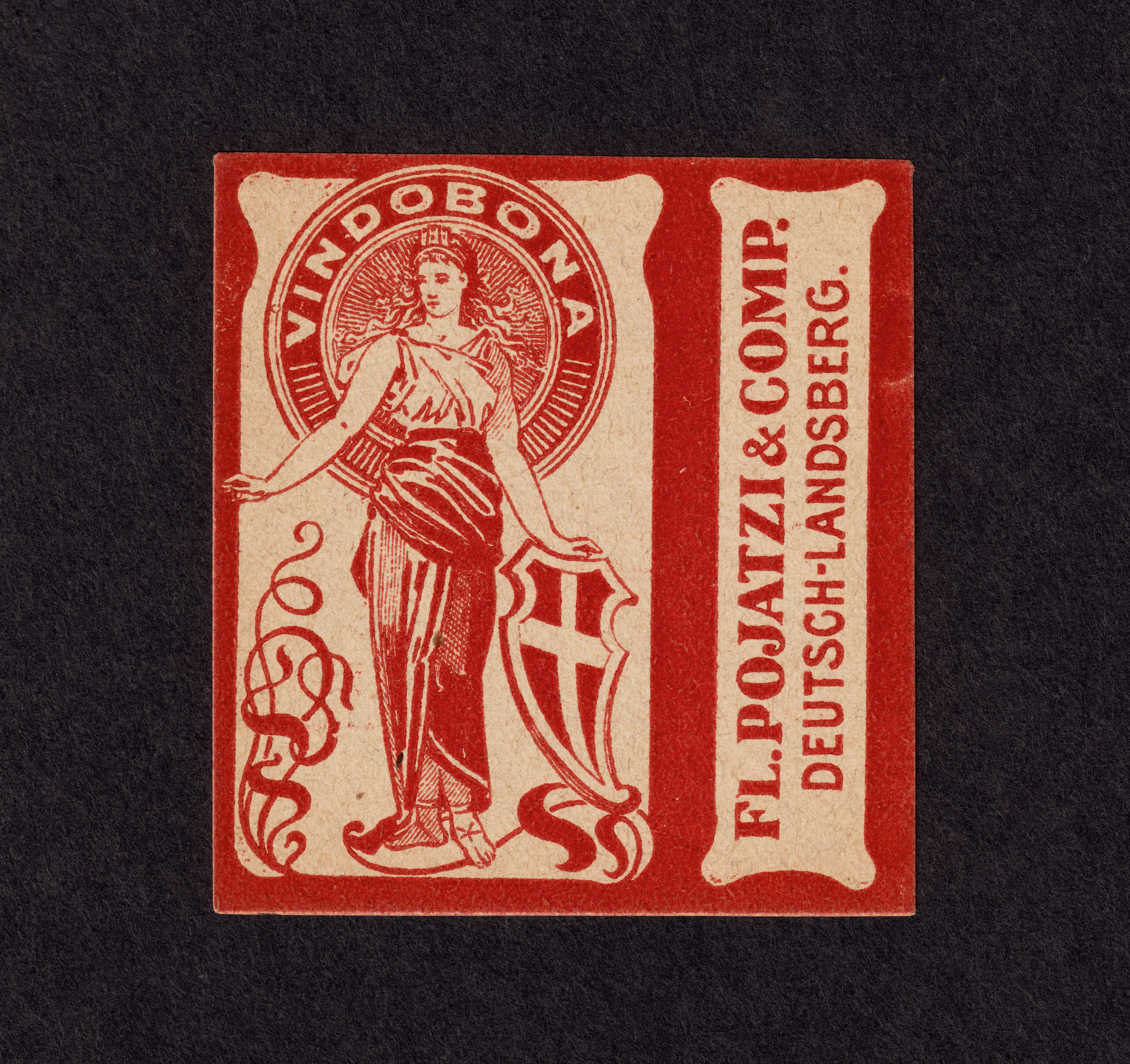
Zündholzetikett der Firma Pojatzi aus Deutschlandsberg

Dank der Bekanntschaft seines Bruders Moritz mit Karl Franz, dem Teilhaber der Zündwarenfabrik von Florian Pojatzi in Deutschlandsberg, konnte Franz Czerweny ab dem 1. März 1866 eine Tätigkeit als kaufmännischer Verantwortlicher in der Fabrik aufnehmen.
Am 8. Oktober 1873 ehelichte er die älteste Tochter seines Arbeitgebers, Marianne Pojatzi, mit der er zwei Töchter und zwei Söhne hatte. Im Unternehmen war Czerweny zu dieser Zeit als Büroleiter und Prokurist tätig. Ab 1879 übernahm er die kommerzielle Führung der Zündwarenfabrik gemeinsam mit seinem Schwiegervater Florian Pojatzi. Nach dessen Rückzug aus der aktiven Betriebsführung im Jahr 1892 ging die Firmenleitung auf Franz Czerweny über.
Große wirtschaftliche Schwierigkeiten, die vor allem aus der Gründung zahlreicher Zündholzfabriken in Europa und dem daraus entstehenden Konkurrenzkampf resultierten, machten in dieser Zeit den Übergang zu einem „reduzierten Betrieb“ erforderlich. 1898 und 1899 übertrug er seinen Söhnen  Robert und  Viktor weitreichende Kompetenzen in der Betriebsführung. Er ließ die Gesellschaft 1899 aus dem Handelsregister löschen und das Unternehmen stattdessen als Einzelfirma unter gleichem Namen mit ihm als Eigner eintragen.

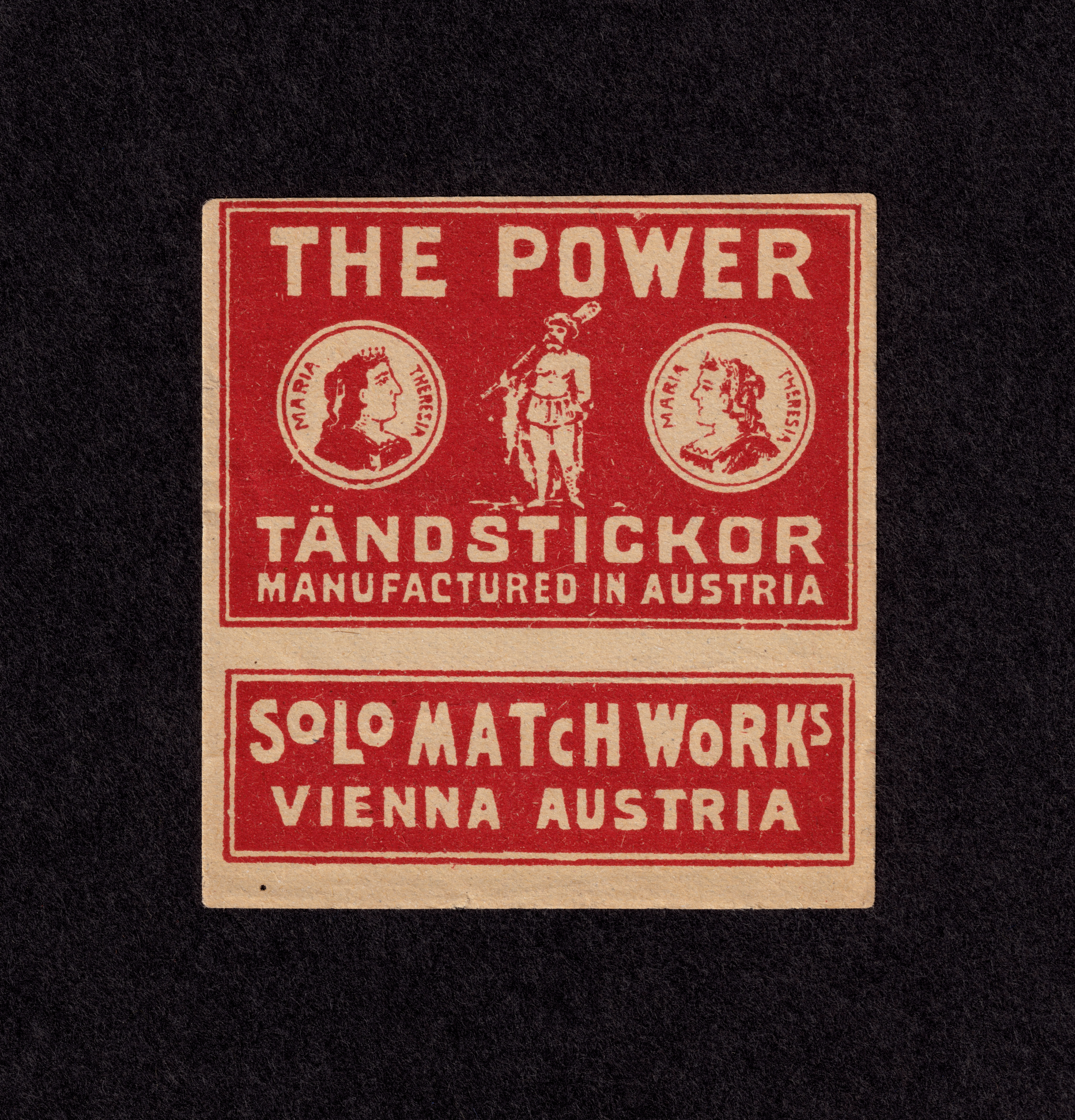
Zündholzetikett der SOLO

Durch den Zusammenschluss der größten Zündholzfabriken der Österreichisch-Ungarischen Monarchie gründete Czerweny 1903 die SOLO-Zündwaren- und Wichsefabriken AG, die er gemeinsam mit Bernhard Fürth (SOLO Tschechien) als Generaldirektor leitete. Das Unternehmen beschäftigte 3.000 Mitarbeiter. Der Jahresumsatz stieg von 7 Millionen Kronen (ca. 70 Mio. Euro) im Jahr 1903 auf 15 Millionen Kronen (75 Mio. Euro) im Jahr 1913, wobei sechs Millionen auf Exportgeschäfte entfielen.
Weltruhm erlangten Franz Czerweny und seine Söhne Viktor und Robert durch eine Zündholzautomatmaschine, eine Innovation, die von drei Arbeitern bedient wurde und 1.000.000 Zündhölzchen pro Arbeitsstunde erzeugte. Die Maschinen, für die es ein Weltpatent gab, wurden in großer Stückzahl produziert und weltweit eingesetzt.
Seine Fürsorge für seine Mitarbeiter zeigte sich in verschiedenen Stiftungen wie der Czerweny Arbeiterheimstiftung. Das denkmalgeschützte Czerweny-Heim am Dr.-Karl-Renner-Weg gehört zu dieser Stiftung. 1913 ging Czerweny in den Ruhestand, den er zum größten Teil in Wien verbrachte.

### Soziales und politisches Wirken
Von 1895 bis 1907 fungierte er als Gemeinderat der Gemeinde Deutschlandsberg und war Mitglied des Sparkassenausschusses und des Ortsschulrates, Obmann des Bezirksausschusses sowie Gründungsmitglied des Tennis- und des Verschönerungsvereins. Auch unternahm er die Stiftung ausgedehnter Gründe am Wolfgangsberg.
Am 2. August 1903 schenkte Franz Czerweny der Marktgemeinde Deutschlandsberg eine große Quelle am Wolfgangiberg zur Speisung ihrer Wasserleitung, eine Gedenktafel darüber wurde an einem Felsen in der Nähe angebracht.

### Tod
Im Jahr 1920 kehrte Franz Czerweny nach Deutschlandsberg zurück. Dort verstarb er am 13. April 1921.

## Auszeichnungen
1906 ehrte ihn Deutschlandsberg durch die Verleihung der Ehrenbürgerrechte. Auch der Markt Stainz ernannte ihn zum Ehrenbürger. Zwei Jahre später errichtete die Gemeinde ihm eine Bronzegedenktafel unter dem Gipfel des Wolfgangsberges.
Für seine Verdienste um das allgemeine Wohl und die Volkswirtschaft ehrte ihn der Staat mit dem Kommerzialrattitel. Am 10. Februar 1911 erfolgte die Verleihung des Offizierskreuzes des Franz-Josef-Ordens. 1918 erfolgte die Aufnahme in den erblichen Adelsstand durch Kaiser Karl I mit dem Prädikat „Edler von Arland“ (ARLAND = Arnfels und Landsberg (= Deutschlandsberg)).